# Voo Air France 66
O Voo Air France 66 é um voo internacional regular de passageiros do Aeroporto Charles de Gaulle, em Paris para o Aeroporto Internacional de Los Angeles. Em 30 de setembro de 2017, o Airbus A380-861 de registro F-HPJE, que operava o voo, sofreu uma falha destrutiva no motor externo direito (motor nº 4) quando estava à altitude de 38 000 ft (11 600 m) em voo de cruzeiro, sobrevoando o sul da Groenlândia. A tripulação desviou a rota, e a aeronave voou por cerca de duas horas até alcançar a base aérea de Goose Bay, no Canadá, onde realizou um pouso de emergência sem dificuldades. Foi a segunda ocorrência de falha destrutiva com um motor do A380. A primeira foi com o voo Qantas 32, em novembro de 2010.

## Aeronave
O A380 envolvido no acidente realizou o primeiro voo em 10 de agosto de 2010. Equipado com quatro motores GP7270, fabricados pela Engine Alliance, uma joint venture norte-americana entre as empresas GE Aviation e Pratt & Whitney, foi liberado para a Air France em maio de 2011, que o operou com o registro F-HPJE. Seu primeiro certificado de aeronavegabilidade havia sido emitido em 20 de maio de 2011 e renovado pela última vez antes do acidente, em 7 de abril de 2017, com validade até 20 de abril de 2018. Na data do acidente, a aeronave acumulava 27 184 horas de voo. O motor n.º 4, que teve a falha destrutiva, tinha número de série 550178, foi entregue novo para instalação em um A380 de registro F-HPJB da Air France, na posição n.º 1 (externo esquerdo). O motor foi removido deste avião em 19 de dezembro de 2012 e instalado no A380 de registro F-HPJE na posição n.º 4 (externo direito) em 17 de abril de 2013. Quando ocorreu a falha, o motor acumulava 30 769 horas de operação, com 3 534 ciclos. O cubo das palhetas do fan de entrada do motor, componente em que se originou a falha, tinha 5 602 horas de operação e 622 ciclos desde a última inspeção.

## Acidente
O Airbus  A380-861 operado pela Air France realizava o voo regular AF66 (Paris – Los Angeles), tendo decolado do Aeroporto Charles de Gaulle às 9h50 UTC. Às 13h49, quando a tripulação alterava o nível de voo sobrevoando o sul da Groenlândia à altitude de 38 000 ft (11 600 m), foi ouvida uma explosão, seguida de uma assimetria para a direita no empuxo da aeronave, acompanhada de forte vibração. Simultaneamente surgiram as mensagens "Eng 4 stall" (parada súbita do motor n.º 4) e "Eng 4 fail" (falha no motor n.º 4) no ECAM [en]. A tripulação desviou a rota para a base aérea de Goose Bay, no Canadá, onde foi realizada uma aterrissagem em emergência às 15h42, sem nenhum incidente adicional.
A tripulação iniciou o procedimento de pouso em Goose Bay, sendo liberada a pista 26. Ao se aproximar da altitude de 1 000 ft (305 m), o comandante alterou o controle para manual. O taxiamento precisou ser interrompido várias vezes para que se pudesse recolher os detritos que caíram na pista durante o pouso. Às 16h22 (quarenta minutos depois da aterrissagem) todos os motores foram desligados. A gravação dos dados de voo parou automaticamente cinco minutos depois que o último motor foi desligado de acordo com a lógica de programação dos gravadores. Os passageiros foram atendidos pela tripulação e pelo pessoal de solo e não puderam deixar o aeroporto porque seu número excedia a capacidade de atendimento do setor de imigração do aeroporto e as acomodações disponíveis em Goose Bay. Todos receberam uma refeição no avião e o comandante os reuniu em grupos de cinquenta para que fossem informados do que havia ocorrido. Alguns passageiros conseguiram acessar o terminal do aeroporto. Foram providenciados voos para continuar a viagem até Los Angeles, sendo que o último passageiro deixou o A380 às 8h10 do dia seguinte ao do acidente.
Uma inspeção visual externa no motor n.º 4 revelou que as palhetas do conjunto rotativo na entrada do motor, junto com a entrada de ar e a carenagem haviam se perdido em voo. Faltava a maior parte do cubo das palhetas, junto com as palhetas, o cone de entrada, a entrada de ar e os capôs direito e esquerdo. Parte do cubo ainda estava presa ao eixo da turbina de baixa pressão. A superfície da fratura do cubo apresentava-se fosca com uma aparência granular em quase toda a sua circunferência. O cubo estava travado e não podia ser girado. Vários detritos foram encontrados no motor e na pista, como parafusos de fixação, pedaços de revestimento, pedaços de palhetas e dois pedaços do cone dianteiro. Um dos pedaços de palheta estava incrustado entre as palhetas do compressor de baixa pressão e o anel externo.pg.16 Várias marcas e deformações foram observadas na asa e no pilone da nacele do motor nº 4, resultantes do impacto das partes do motor que se desprenderam em voo. Algumas marcas e deformações também foram observadas no bordo de ataque, flaps, ailerons e nas carenagens dos trilhos dos flaps em ambos os lados do motor, bem como no estabilizador horizontal. Nenhum detrito penetrou na cabine.

## Investigação
Por volta das 19h, o Centro de Controle de Operações da Air France informou ao BEA que o Airbus A380 de registro F-HPJE, havia sido desviado para Goose Bay depois de uma falha destrutiva em um de seus motores em voo. A Agência de Segurança de Transporte do Canadá [en] (TSB) iniciou uma investigação preliminar e notificou o BEA de uma ocorrência grave em seu espaço aéreo. Quatro investigadores do BEA representando a França (Estado de registro, operação, projeto e fabricação da aeronave) viajaram para Goose Bay, acompanhados por consultores da Airbus e da Air France. Um investigador do Conselho Nacional de Segurança nos Transportes dos Estados Unidos (NTSB), Estado de projeto e fabricação dos motores, acompanhado por consultores do fabricante Engine Alliance completaram a equipe, liderada pelos investigadores canadenses da TSB. A equipe de investigação conseguiu acessar o avião no dia seguinte. Em 2 de outubro, um quinto investigador do BEA viajou para Ottawa (sede do TSB) para acompanhar a análise dos dados dos registradores de voo (FDR). A análise dos dados revelou que a falha ocorreu quando a aeronave sobrevoava o espaço aéreo da Groenlândia, que é uma região autônoma da Dinamarca. A partir deste ponto, a Agência Dinamarquesa de Investigação de Acidentes [en] (AIB DK) foi contatada e delegou a investigação ao BEA, em conformidade com a legislação internacional sobre investigação e prevenção de acidentes e incidentes na aviação civil. O BEA manteve os membros da equipe de investigação e a estrutura do grupo inicialmente definida e incluiu o AIB DK como Estado de ocorrência. A investigação foi organizada em três grupos de trabalho nas áreas: aeronave, aviônica e operações. Os representantes e assessores credenciados foram divididos entre esses três grupos.

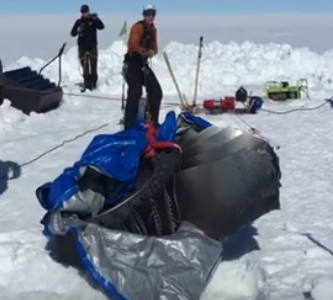
Recuperação de um fragmento do cubo das palhetas em junho de 2019, 21 meses depois do acidente

Os destroços do motor caíram em uma área deserta na Groenlândia e os elementos essenciais à investigação só foram encontrados cerca de 21 meses depois do acidente. Só foi possível determinar o processo de falha depois que um fragmento de cubo das palhetas foi encontrado. Em 4 de outubro de 2017, a agência dinamarquesa AIB DK solicitou que um helicóptero operado pela Air Greenland sobrevoasse a zona identificada como a mais provável da ocorrência. Algumas peças foram encontradas e recuperadas durante os três voos realizados na semana seguinte, até que uma grande precipitação de neve impediu novos voos no local. A neve cobriu todas as demais peças que ainda estavam no solo, impedindo novos avistamentos. Foi determinado no início da investigação, que a recuperação das partes que faltavam, em particular, os fragmentos do cubo das palhetas, era essencial para estabelecer as circunstâncias e os fatores que poderiam revelar as causas do acidente. O uso de outros meios de detecção foi então considerado. Pelas dificuldades de acesso, adversidades e riscos presentes durante o inverno (baixas temperaturas, dias curtos, mudança de tempo e presença de fendas no gelo) foi necessário aguardar o próximo período ideal para dar continuidade às operações de busca e recuperação. Após uma fase de avaliação dos meios de busca, optou-se por realizar duas operações consecutivas: uma campanha aérea, consistindo na utilização de radares embarcados, para tentar detectar e localizar as peças faltantes sob a camada de neve, e uma campanha terrestre, que consistiu na recuperação das partes anteriormente localizadas durante a campanha aérea, ou na realização de uma busca sistemática na área, com o auxílio de radares de penetração no solo. Em maio de 2019, novos equipamentos de detecção foram incorporados à missão, pois até então o cubo das palhetas, peça essencial à investigação, não havia sido localizado. Enquanto aguardava a recuperação das peças, o fabricante do motor realizou simulações pelo método dos elementos finitos. Todos os componentes recuperados na Groenlândia durante a primeira fase foram examinados a fim de entender a dinâmica da falha, caso os fragmentos do cubo das palhetas não fossem encontrados. Um quadro de falhas foi elaborado e considerados dois cenários possíveis: o de uma falha de material (embora não houvesse até então nenhum elemento que a confirmasse) e o de danos durante operações de manutenção. Em junho de 2019, após o desenvolvimento de um sensor específico e restringir as áreas de busca a um número limitado, foi encontrado um fragmento do cubo das palhetas. O exame deste fragmento eliminou a possibilidade de danos durante a manutenção. Em vez disso, foi encontrada uma falha resultante da progressão de uma trinca que se originou na camada imediatamente abaixo da superfície da peça. A origem da trinca situava-se em uma região de microtextura, sob a raiz da palheta, na junção com o cubo, e ocorreu devido a um fenômeno de fadiga por resfriamento. A trinca progrediu por cerca de 1 650 ciclos até a quebra total do cubo.

### Conclusões
Em setembro de 2020, o BEA publicou o relatório final. As conclusões da investigação foram que a falha não foi antecipada nem evitada por uma ação operacional ou de manutenção e as inspeções de produção do cubo, por serem insuficientes, não revelaram nenhuma anomalia. O fenômeno da fadiga por resfriamento não foi levado em consideração no projeto e certificação do motor. Na época foi aceito pela comunidade científica, pela indústria e pela autoridades de certificação, que a liga de titânio Ti-6-4 (da qual é fabricado o cubo) não era sensível ao fenômeno da fadiga por resfriamento. Os fatores que também contribuíram para a falha foram, além da falta de conhecimento técnico dos responsáveis pelo projeto, fabricação e certificação da peça, a não realização de ensaios não destrutivos, que poderiam detectar a presença de macrozonas incomuns nas peças de liga de titânio. Também não foi considerado o aumento no risco de ter grandes macrozonas em peças fabricadas com a liga Ti-6-4, devido ao aumento nas dimensões dos motores e seus componentes.

### Recomendações e procedimentos
As informações técnicas da frota de A380 da Air France foram atualizadas e vários boletins de serviço foram publicados pelo fabricante após o acidente, em especial para a detecção de danos potenciais no cubo das palhetas, mesmo sem o laudo final do relatório do BEA, no pressuposto de que a origem da falha poderia estar na superfície da face frontal do cubo. Inspeções visuais exigidas pelo primeiro boletim publicado após o acidente detectaram vários casos de danos nas faces frontais dos cubos. Em alguns casos, foi devido a um objeto ter atingido essa região do cubo durante as operações de manutenção. Durante a manutenção, o uso de ferramentas inadequadas na remoção do anel de travamento das palhetas poderia ter causado os danos. A operação de remoção do anel foi descrita como "difícil" pelos operadores, devido à sua rigidez. O fabricante projetou um novo anel de travamento, mais elástico, o que facilitou as operações de manutenção. A implantação desse novo anel começou em novembro de 2019. Em março de 2020, a Engine Alliance indicou que todas as inspeções visuais exigidas pelos boletins de serviço haviam sido realizadas. No total, foram encontrados dezenove cubos com avarias. Destes, dois foram descartados porque o dano estava fora dos limites de reparo, os outros voltaram ao serviço após serem reparados. Foram também inspecionados todos os cubos com mais de 3 500 ciclos. Adicionalmente, o BEA recomendou que a Agência Europeia para a Segurança da Aviação (EASA) e a Administração Federal de Aviação (FAA) garantissem que os critérios de projeto, dimensionamento e métodos fossem alinhados com os processos de fabricação e verificações em produção. Isso para todas de peças críticas do motor feitas em particular da liga de titânio Ti-6-4, de modo que o risco de falha dessas peças devido ao fenômeno da fadiga por esfriamento permanecesse controlado.